# Франклінтон (Луїзіана)
Франклінтон (англ. Franklinton) — місто (англ. town) в США, в окрузі Вашингтон штату Луїзіана. Населення — 3662 особи (2020).

## Географія
Франклінтон розташований за координатами 30°50′53″ пн. ш. 90°8′45″ зх. д. / 30.84806° пн. ш. 90.14583° зх. д. (30.848080, -90.145864).  За даними Бюро перепису населення США в 2010 році місто мало площу 11,43 км², з яких 11,32 км² — суходіл та 0,11 км² — водойми.

## Демографія
Згідно з переписом 2010 року, у місті мешкало 3857 осіб у 1468 домогосподарствах у складі 952 родин. Густота населення становила 337 осіб/км².  Було 1657 помешкань (145/км²).
Расовий склад населення:
| - 51,7 % — чорних або афроамериканців - 46,4 % — білих - 0,3 % — корінних американців - 0,1 % — азіатів |

До двох чи більше рас належало 0,8 %. Частка іспаномовних становила 1,5 % від усіх жителів.
За віковим діапазоном населення розподілялося таким чином: 26,6 % — особи молодші 18 років, 56,6 % — особи у віці 18—64 років, 16,8 % — особи у віці 65 років та старші. Медіана віку мешканця становила 37,8 року. На 100 осіб жіночої статі у місті припадало 88,1 чоловіків;  на 100 жінок у віці від 18 років та старших — 81,0 чоловіків також старших 18 років.
Середній дохід на одне домашнє господарство  становив 43 774 долари США (медіана — 28 926), а середній дохід на одну сім'ю — 56 656 доларів (медіана — 34 661). За межею бідності перебувало 20,3 % осіб, у тому числі 22,2 % дітей у віці до 18 років та 21,0 % осіб у віці 65 років та старших.
Цивільне працевлаштоване населення становило 1264 особи. Основні галузі зайнятості: освіта, охорона здоров'я та соціальна допомога — 31,3 %, науковці, спеціалісти, менеджери — 18,4 %, фінанси, страхування та нерухомість — 11,2 %, роздрібна торгівля — 8,3 %.